# Hàu đá
Hàu đá (Danh pháp khoa học: Saccostrea) là một chi hàu trong họ Ostreidae, các loài hàu trong chi này đều sống bám vào đá. Loài hàu nổi tiếng nhất trong chi là hàu đá Sydney (Saccostrea glomerata).

## Các loài
Hiện hành ghi nhận các loài hàu đá như sau:
- Saccostrea circumsuta (Gould, 1850)
- Saccostrea cucullata (Born, 1778) - Hàu lá
- Saccostrea echinata (Quoy & Gaimard, 1835)
- Saccostrea glomerata (Gould, 1850) - Hàu đá Sydney
- Saccostrea kegaki Torigoe & Inaba, 1981
- Saccostrea malabonensis (Faustino, 1932)
- Saccostrea palmula (Carpenter, 1857)
- Saccostrea scyphophilla (Peron & Lesueur, 1807)
- Saccostrea spathulata (Lamarck, 1819)
- Saccostrea subtrigona (G.B. Sowerby II, 1871)
- Saccostrea tubulifera (Dall, 1914)